# Regan Burns
Regan Burns (14 juin 1968) est un acteur et humoriste américain. 

## Carrière
Il tient divers petits rôles dans des publicités et des programmes télévisés. 
Il apparaît souvent dans l'annonce britannique de l'entreprise de véhicules Enterprise Rent-A-Car. 
Il est un personnage principal de Doggyblog.

## Style
L'humour de Burns est souvent caractérisée par son ton de voix enthousiaste et quelque peu maladroit, ses expressions faciales, et ses yeux écarquillés.